# Dreams Worth More Than Money
Dreams Worth More Than Money é o segundo álbum de estúdio do rapper norte-americano Meek Mill, lançado a 29 de junho de 2015 através da Maybach Music Group e Atlantic Records. O disco estreou na primeira posição da tabela musical dos Estados Unidos, Billboard 200, com 246 mil cópias vendidas.

## Desempenho nas tabelas musicais

### Posições semanais/mensais
| Tabela musical (2015)                         | Melhor posição |
| --------------------------------------------- | -------------- |
| Austrália - ARIA Albums Chart                 | 26             |
| Bélgica - Ultratop 50 (Flandres)              | 91             |
| Bélgica - Ultratop 50 (Valónia)               | 108            |
| Canadá - Canadian Albums                      | 1              |
| Estados Unidos - Billboard 200                | 1              |
| Estados Unidos - Billboard R&B/Hip-Hop Albums | 1              |
| França - SNEP                                 | 161            |
| Reino Unido - UK Albums Chart                 | 13             |
| Suécia - Sverigetopplistan                    | 57             |
| Suíça - Schweizer Hitparade                   | 26             |

### Posições anuais
| Tabela musical (2015)                 | Posição |
| ------------------------------------- | ------- |
| Estados Unidos - Billboard 200        | 20      |
| Estados Unidos - Billboard Rap Albums | 5       |